# Puchar Europy w narciarstwie alpejskim mężczyzn 2022/2023
Puchar Europy w narciarstwie alpejskim mężczyzn w sezonie 2022/2023 – 52. edycja tego cyklu. Pierwsze zawody odbyły się 1 grudnia 2022 r. w austriackim Gurgl, natomiast ostatnie rozegrano 19 marca 2023 r. w norweskim Narwiku. 
Tytułów w poszczególnych klasyfikacjach bronili:
- generalna:  Giovanni Franzoni
- zjazd:  Ralph Weber
- supergigant:  Giovanni Franzoni
- gigant:  Joan Verdú
- slalom:  Alexander Steen Olsen

## Podium zawodów
| Lp. | Data             | Miejscowość            | Konkurencja | 1. miejsce                   | 2. miejsce                      | 3. miejsce                      |
| --- | ---------------- | ---------------------- | ----------- | ---------------------------- | ------------------------------- | ------------------------------- |
| 1.  | 1 grudnia 2022   | Gurgl                  | Gigant      | Josua Mettler                | Fabian Gratz                    | George Steffey                  |
| 2.  | 2 grudnia 2022   | Gurgl                  | Gigant      | Sam Maes                     | Loévan Parand                   | George Steffey                  |
| 3.  | 6 grudnia 2022   | Santa Caterina         | Supergigant | Josua Mettler                | Andreas Ploier                  | Stefan Rieser                   |
| 4.  | 7 grudnia 2022   | Santa Caterina         | Supergigant | Andreas Ploier               | Joan Verdú                      | Stefan Rieser                   |
| 5.  | 12 grudnia 2022  | Zinal                  | Gigant      | Livio Simonet                | Alex Vinatzer                   | Halvor Hilde Gunleiksrud        |
| 6.  | 13 grudnia 2022  | Zinal                  | Gigant      | Livio Simonet                | Josua Mettler                   | Léo Anguenot                    |
| 7.  | 15 grudnia 2022  | Obereggen              | Slalom      | Steven Amiez                 | Simon Rueland                   | Sandro Simonet                  |
| 8.  | 16 grudnia 2022  | Val di Fassa           | Slalom      | Alex Vinatzer                | Marc Rochat                     | Steven Amiez                    |
| 9.  | 20 grudnia 2022  | Sankt Moritz           | Zjazd       | Cameron Alexander            | Christopher Neumayer            | Luis Vogt                       |
| 10. | 22 grudnia 2022  | Sankt Moritz           | Zjazd       | Cameron Alexander            | Gilles Roulin                   | Nejc Naraločnik                 |
| 11. | 6 stycznia 2023  | Wengen                 | Supergigant | Nicolò Molteni               | Denis Corthay                   | Elian Lehto Florian Loriot      |
| 12. | 7 stycznia 2023  | Wengen                 | Supergigant | Gilles Roulin                | Alexis Monney                   | Elian Lehto                     |
| 13. | 12 stycznia 2023 | Tarvisio/Sella Nevea   | Zjazd       | Stefan Rieser                | Pietro Zazzi                    | Marco Kohler                    |
| 14. | 13 stycznia 2023 | Tarvisio/Sella Nevea   | Zjazd       | Stefan Rieser                | Marco Kohler                    | Pietro Zazzi                    |
| 15. | 29 stycznia 2023 | Orcières Merlette 1850 | Zjazd       | Franjo von Allmen            | Marco Kohler                    | Nejc Naraločnik                 |
| 16. | 30 stycznia 2023 | Orcières Merlette 1850 | Zjazd       | Marco Kohler                 | Josua Mettler                   | Nicolò Molteni                  |
| 17. | 31 stycznia 2023 | Orcières Merlette 1850 | Supergigant | Gilles Roulin                | Felix Hacker                    | Arnaud Boisset                  |
| 18. | 1 lutego 2023    | Orcières Merlette 1850 | Supergigant | Manuel Traninger             | Christophe Torrent              | Felix Hacker                    |
| 19. | 6 lutego 2023    | Folgaria               | Gigant      | George Steffey               | Harry Laidlaw                   | Hannes Zingerle                 |
| 20. | 7 lutego 2023    | Folgaria               | Gigant      | Fredrik Møller               | Hannes Zingerle                 | Marco Fischbacher               |
| 21. | 10 lutego 2023   | Jaun                   | Slalom      | Jett Seymour                 | Sandro Simonet                  | Halvor Hilde Gunleiksrud        |
| 22. | 11 lutego 2023   | Jaun                   | Slalom      | Linus Witte                  | Jett Seymour                    | Halvor Hilde Gunleiksrud        |
| 23. | 14 lutego 2023   | Garmisch-Partenkirchen | Supergigant | Florian Schieder             | Arnaud Boisset                  | Christophe Torrent Felix Hacker |
| 24. | 15 lutego 2023   | Garmisch-Partenkirchen | Supergigant | Arnaud Boisset               | Florian Schieder                | Christof Innerhofer             |
| 25. | 17 lutego 2023   | Berchtesgaden          | Slalom      | Halvor Hilde Gunleiksrud     | Theodor Brækken                 | Steven Amiez                    |
| 26. | 18 lutego 2023   | Berchtesgaden          | Slalom      | Halvor Hilde Gunleiksrud     | Johannes Strolz                 | Tanguy Nef                      |
|     | 1 marca 2023     | Saalbach-Hinterglemm   | Zjazd       | Odwołano                     | Odwołano                        | Odwołano                        |
|     | 2 marca 2023     | Saalbach-Hinterglemm   | Zjazd       | Odwołano                     | Odwołano                        | Odwołano                        |
| 27. | 7 marca 2023     | Gällivare              | Gigant      | Marco Fischbacher            | Kaspar Kindem                   | Alex Vinatzer                   |
| 28. | 8 marca 2023     | Gällivare              | Gigant      | Hannes Zingerle              | Alex Vinatzer Marco Fischbacher | –                               |
| 29. | 10 marca 2023    | Levi                   | Slalom      | Tanguy Nef                   | Joaquim Salarich                | Steven Amiez                    |
| 30. | 11 marca 2023    | Levi                   | Slalom      | Joaquim Salarich             | Tanguy Nef                      | Halvor Hilde Gunleiksrud        |
| 31. | 13 marca 2023    | Narwik                 | Gigant      | Fredrik Møller               | Joshua Sturm                    | Josua Mettler                   |
| 32. | 14 marca 2023    | Narwik                 | Slalom      | Joaquim Salarich             | Steven Amiez                    | Hugo Desgrippes                 |
| 33. | 17 marca 2023    | Narwik                 | Zjazd       | Marco Pfiffner               | Nejc Naraločnik                 | Jacob Schramm                   |
| 34. | 19 marca 2023    | Narwik                 | Supergigant | Gilles Roulin Arnaud Boisset | –                               | Léo Ducros                      |

## Wyniki reprezentantów Polski

### Slalom
| Zawodnik | Obereggen 15.12 | Val di Fassa 16.12 | Jaun 10.02 | Jaun 11.02 | Berchtesgaden 17.02 | Berchtesgaden 18.02 | Levi 10.03 | Levi 11.03 | Narwik 14.03 |
| --- | --------------- | ------------------ | ---------- | ---------- | ------------------- | ------------------- | ---------- | ---------- | ------------ |
| Piotr Habdas | dnf2            | dnf1               | dnf1       | dnf2       | –                   | –                   | –          | –          | –            |
| Paweł Pyjas | dnf1            | dnf1               | –          | –          | –                   | –                   | –          | –          | –            |
| 1-3 4-30 poniżej 30 dnf – Zawodnik nie ukończył przejazdu dns – Zawodnik nie wystartował dsq – Zawodnik został zdyskwalifikowany dnq – Zawodnik nie zakwalifikował się do 2. serii (cyfry u góry pokazują miejsce zajęte w 1. przejeździe) 1 – Zawodnik nie wystartował, nie ukończył lub został zdyskwalifikowany w 1. serii 2 – Zawodnik nie wystartował, nie ukończył lub został zdyskwalifikowany w 2. serii |                 |                    |            |            |                     |                     |            |            |              |

## Klasyfikacje
| Lp. | Zawodnik                 | Punkty |
| --- | ------------------------ | ------ |
| 1.  | Josua Mettler            | 856    |
| 2.  | Marco Kohler             | 602    |
| 3.  | Arnaud Boisset           | 560    |
| 4.  | Halvor Hilde Gunleiksrud | 535    |
| 5.  | Gilles Roulin            | 534    |
| 6.  | Stefan Rieser            | 492    |
| 7.  | Franjo von Allmen        | 476    |
| 8.  | Fredrik Møller           | 446    |
| 9.  | Alex Vinatzer            | 439    |
| 10. | Felix Hacker             | 430    |

| Lp. | Zawodnik          | Punkty |
| --- | ----------------- | ------ |
| 1.  | Marco Kohler      | 406    |
| 2.  | Franjo von Allmen | 289    |
| 3.  | Nejc Naraločnik   | 279    |
| 4.  | Stefan Rieser     | 234    |
| 5.  | Pietro Zazzi      | 231    |
| 6.  | Marco Pfiffner    | 207    |
| 7.  | Luis Vogt         | 206    |
| 8.  | Cameron Alexander | 200    |
| 9.  | Josua Mettler     | 197    |
| 10. | Felix Hacker      | 171    |

| Lp. | Zawodnik           | Punkty |
| --- | ------------------ | ------ |
| 1.  | Arnaud Boisset     | 458    |
| 2.  | Gilles Roulin      | 433    |
| 3.  | Florian Schieder   | 383    |
| 4.  | Andreas Ploier     | 301    |
| 5.  | Christophe Torrent | 268    |
| 6.  | Josua Mettler      | 263    |
| 7.  | Felix Hacker       | 259    |
| 8.  | Stefan Rieser      | 258    |
| 9.  | Manuel Traninger   | 250    |
| 10. | Nicolò Molteni     | 217    |

| Lp. | Zawodnik          | Punkty |
| --- | ----------------- | ------ |
| 1.  | Josua Mettler     | 396    |
| 2.  | Livio Simonet     | 387    |
| 3.  | Marco Fischbacher | 369    |
| 4.  | Hannes Zingerle   | 365    |
| 5.  | Fredrik Møller    | 347    |
| 6.  | Alex Vinatzer     | 339    |
| 7.  | George Steffey    | 291    |
| 8.  | Harry Laidlaw     | 233    |
| 9.  | Semyel Bissig     | 233    |
| 10. | Kaspar Kindem     | 175    |

| Lp. | Zawodnik                 | Punkty |
| --- | ------------------------ | ------ |
| 1.  | Halvor Hilde Gunleiksrud | 397    |
| 2.  | Steven Amiez             | 374    |
| 3.  | Joaquim Salarich         | 370    |
| 4.  | Tanguy Nef               | 290    |
| 5.  | Simon Rueland            | 290    |
| 6.  | Sandro Simonet           | 280    |
| 7.  | Jett Seymour             | 230    |
| 8.  | Marc Digruber            | 223    |
| 9.  | Noel von Grünigen        | 211    |
| 10. | Juan del Campo           | 197    |